# アスメディア88祭り
アスメディア88祭り（あすめでぃあはちはちまつり）は、大阪市に本社をもつテレビ局・関西テレビの開局35周年を記念して、1993年（平成5年）8月7日（土曜日）・8月8日（日曜日）の2日間にわたって放送された大型イベント特別番組の名称である。

## 概要
関西テレビの開局35周年を記念し、大阪府吹田市の万博記念公園から2日間にわたって放送された特別番組。同局でレギュラー番組を持つタレントや、関西在住の芸能人などが大挙出演。「感動と興奮のギネスに挑戦大作戦」をテーマに、スポーツや音楽などの様々な挑戦企画が放送された。

## 放送時間

### 8月7日（土）
- 10:00〜11:30「アスメディア8・8祭りが始まるぞ！」
- 12:00〜18:00「アスメディア8・8祭り」
- 25:20〜25:35「アスメディア8・8祭り」
- 25:35〜27:05「アスメディア8・8祭り 谷村新司サマーナイトコンサート」（同日夜に開催、録画放送）
- 27:05〜27:30「アスメディア8・8祭り」

### 8月8日（日）
- 10:00〜17:30「アスメディア8・8祭り」（ニュース中断あり）(笑っていいとも!増刊号とドリーム競馬(テレビ西日本制作部門)は臨時休止。)

## 放送された主な企画

### 8月7日（土）
- ノック＆上岡の世界の超人・奇人大集合
- 世界一の音痴は誰だ？オール吉本歌謡選手権
- 珍品名品・世界一オークション（出演：原田伸郎）
- めざせ4万5000点・24時間ボウリング
- 世界記録達成・5000人のマーチングバンド
- 汗と涙の感動2900人の壮烈人間地上絵

### 8月8日（日）
- 桂三枝・世界最長ゴルフに挑戦[1]
- クイズ何でも世界一
- びっくりクイズバトル
- 三輪車8耐レース
- 万博公園に集まれ！1万人の人間いすで世界記録を！（16:30〜）

## 出演者
- 上岡龍太郎[2]
- 横山ノック
- 西川きよし[3]
- 池谷幸雄
- 原田伸郎[4]
- 桂三枝（現・六代目桂文枝）
- 山城新伍
- 板東英二
- 桂ざこば[5]
- 根本りつ子
- 秋川リサ
- 島田紳助[6]
- 桑原征平
- 梅田淳
- 山本浩之
- 谷村新司